# Pokr Sepasar
Poqr Sepasar là một đô thị thuộc tỉnh Shirak, Armenia. Dân số ước tính năm 2011 là 219 người.